# Гавриловка (Сосновское сельское поселение)
Гавриловка — посёлок в Новокузнецком районе Кемеровской области. Входит в состав Сосновского сельского поселения.

## География
Центральная часть населённого пункта расположена на высоте 297 метров над уровнем моря. Недалеко бывшая деревня Новомосковка. Расположена к югу от села Сосновка . Связана подъездной дорогой с дорогой Новокузнецк- Кузедеево. Через село протекает река Каргызакова.

## История
С 2023 года подчинена Куртуковскому территориальному управлению.

## Население
По данным Всероссийской переписи населения 2010 года, в посёлке Гавриловка проживает 135 человек (69 мужчин, 66 женщин).